# Arthur Allman Bullock
Arthur Allman Bullock (* 8. Februar 1906 in Grimsby, England; † 24. Oktober 1980 in Kew) war ein englischer Botaniker. Sein offizielles botanisches Autorenkürzel lautet „Bullock“.

## Leben und Wirken
Er arbeitete am Herbarium in Kew Gardens von 1929 bis 1968. Seine Spezialgebiete waren die Pflanzen aus Südafrika, Madagaskar und von den Maskarenen, sowie die aus der Familie der Asclepiadaceae.

## Ehrungen
Reynolds benannte nach ihm Aloe bullockii. Auch die Pflanzengattung Bullockia (Bridson) Razafim., Lantz & B.Bremer aus der Familie der Rötegewächse (Rubiaceae) ist nach ihm benannt.

## Schriften (Auswahl)
- O. A. Leistner (Hrsg.): Flora of Southern Africa. Bibliography of South African botany (up to 1951). 1978.
- Notes on African Asclepiadaceae VII. In: Kew Bulletin. Band 10, 1955, S. 611–626, JSTOR:4113775.